# Rose Leslie
Rose Eleanor Arbuthnot-Leslie, född 9 februari 1987 i Aberdeen i Skottland, är en brittisk skådespelare.
Leslie växte upp i familjens 1400-talsslott Lickleyhead Castle. Familjen äger även slottet Warthill Castle från 1100-talet som är beläget i Rayne i Aberdeenshire. Rose Leslie är det tredje av fem syskon.
2010 fick hon rollen som husan Gwen i den första säsongen av Downton Abbey. 2012 fick Leslie rollen som Ygritte i den andra säsongen av Game of Thrones som hon spelade fram till 2014.
Under 2016 fick Leslie en roll i The Good Fight. Det första avsnittet sändes i februari 2017. I juli 2019 avslöjades det att Leslie inte skulle återvända till seriens fjärde säsong.
Sedan 2021 har hon en av huvudrollerna i den brittiska kriminalserien Vigil.

## Privatliv
2012 lärde hon känna sin Game of Thrones-motspelare Kit Harington och de meddelade sin förlovning genom The Times i september 2017. Deras bröllop hölls den 23 juni 2018. I september 2020 meddelades det att hon var gravid. Deras son föddes 2021.